# Comté de Leduc
Le comté de Leduc (anglais : Leduc County) est un district municipal de 13,524 habitants en 2011, situé dans la province d'Alberta, au Canada.

## Communautés et localités
Cités
- Leduc

Bourgs
- Beaumont
- Calmar
- Devon

Villages
- Thorsby
- Warburg

Villages d'été
- Golden Days
- Itaska Beach
- Sundance Beach

Hameaux
- Buford
- Kavanagh
- Looma
- New Sarepta
- Nisku
- Rolly View
- Sunnybrook
- Telfordville

Localités
- Alsike
- Amarillo Park
- Anchor Farms
- Beau Vista North
- Beau Vista South
- Brenda Vista
- Caywood Estates
- Cloverlawn Estates
- Conjuring Creek
- Creekland
- Edda Vista
- Fern Creek
- Fisher Home
- Gateway Estates
- [Genesee
- Glen Park
- Goudreau
- Green Acres
- Hazel Grove
- Hilltop Estates
- Huggett
- Ireton
- Kayda Vista
- Keystone
- Linda Vista
- Looma Estates
- Marquis Development
- Michigan Centre
- Mini Vista
- Panorama Acres
- Paterson Park
- Pemburton Hill
- Richdale Estates
- Sandholm Beach
- Scottsdale Estates
- South Looking Lake
- Southwood Park
- St. Francis
- Strawberry Hill Estates
- Sunnyville
- Tiebecke Estates
- Treasure Island Estates
- Valley View Acres
- Weed Creek
- Woodvale Park

Autres
- East Vistas

## Démographie
| 2011   | 2016   |
| ------ | ------ |
| 13 494 | 13 780 |